# 昂瓦勒
昂瓦勒（法語：Enval，法語發音：[ɑ̃val]）是法国多姆山省的一个市镇，位于该省北部，属于里永区和里永城市公共社区。

## 地理
昂瓦勒（45°53'57"N, 3°2'59"E）面积4.87 平方千米，位于法国奥弗涅-罗讷-阿尔卑斯大区多姆山省，该省份为法国中南部省份，北起阿列省接壤，东临卢瓦尔省，南至上盧瓦爾省和康塔爾省，西接科雷兹省和克勒兹省。
与昂瓦勒接壤的市镇（或旧市镇、城区）包括：沙泰勒吉永、沙博尼耶尔-莱瓦雷讷、马洛扎、莫扎克、里永、沃尔维克。

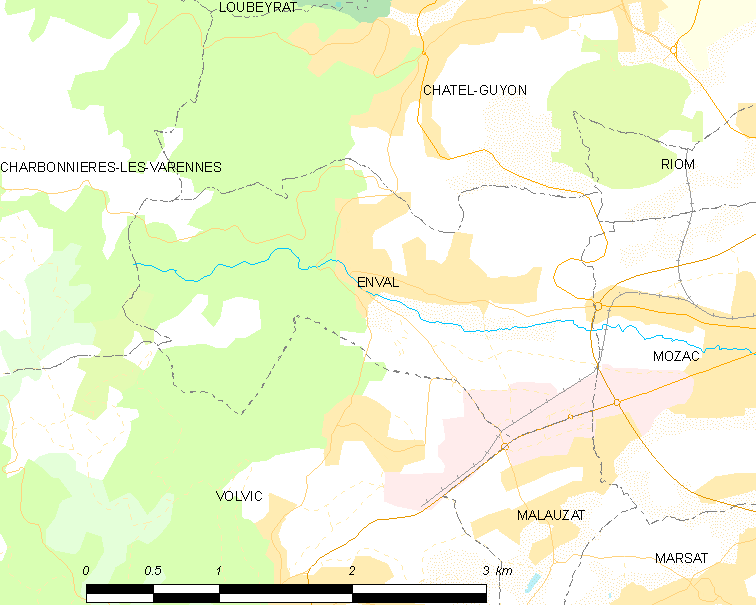
昂瓦勒的OSM定位图

昂瓦勒的时区为UTC+01:00、UTC+02:00（夏令时）。

## 行政
昂瓦勒的邮政编码为63530，INSEE市镇编码为63150。

## 政治
昂瓦勒所属的省级选区为沙泰勒吉永县。

## 人口

1962-2008年间昂瓦勒人口变化图示

昂瓦勒于2022年1月1日时的人口数量为1581人。